# Samyj sil'nyj
Samyj sil'nyj (Самый сильный) è un film del 1973 diretto da Oleg Pavlovič Nikolaevskij.

## Trama
Un vecchio e una vecchia vivevano in un Regno senza precedenti in uno Stato senza precedenti. È stato vissuto un secolo, ma i bambini non sono stati creati. Una volta che il nonno fece una bambola con la pasta, la mise sul fornello, e improvvisamente dalla bambola nacque un bambino, ma non semplice, crebbe a passi da gigante, bevve e mangiò per sette, finché non si trasformò in un ragazzo robusto, molto forte e molto sfacciato.